# Melicope megastigma
Melicope megastigma är en vinruteväxtart som beskrevs av Thomas Gordon Hartley. Melicope megastigma ingår i släktet Melicope och familjen vinruteväxter. Inga underarter finns listade i Catalogue of Life.